# Адміністративно-територіальний устрій Полтавської області

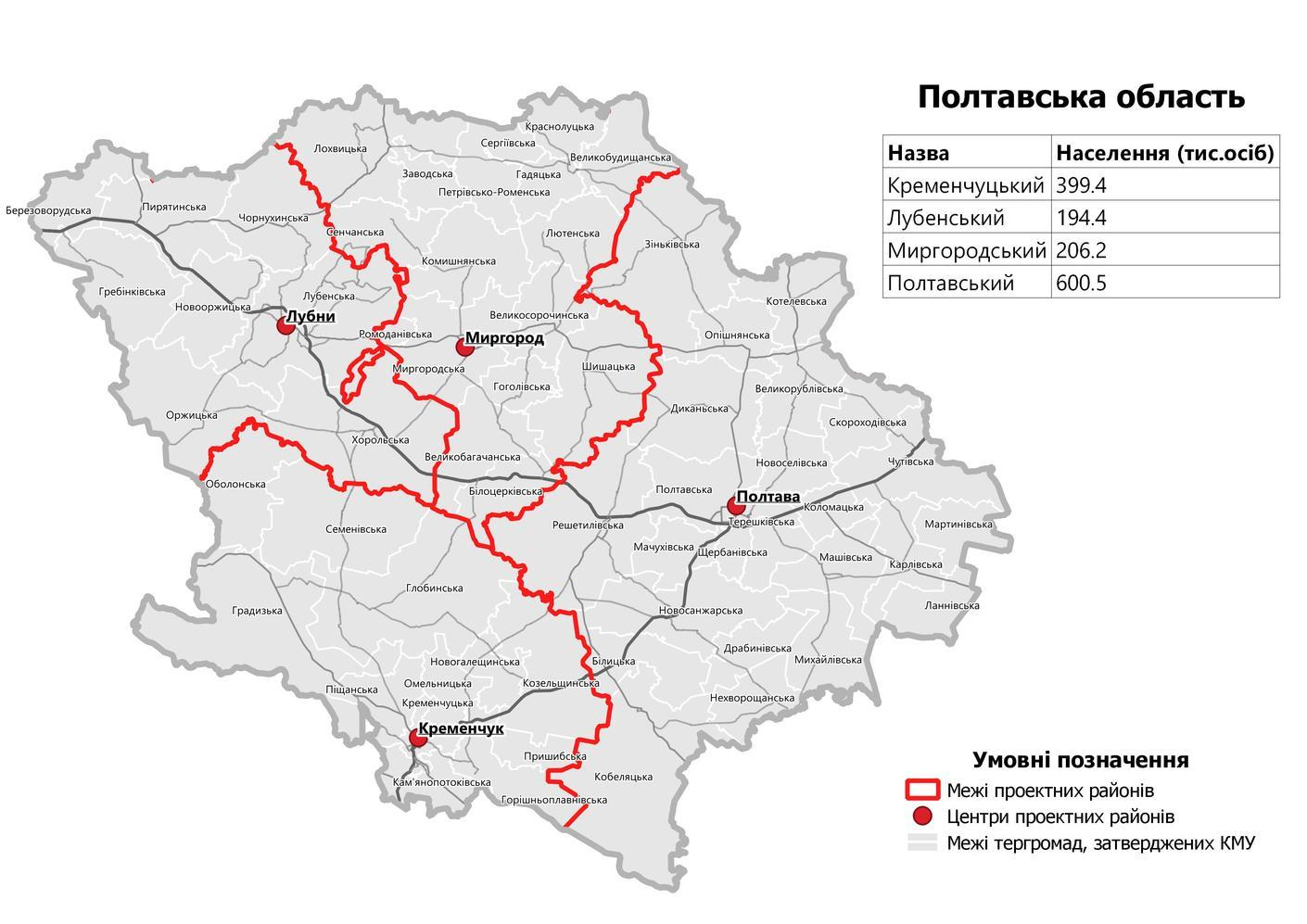
Сучасний адміністративний поділ Полтавської області

Адміністративно-територіальний устрій Полтавської області — поділ Полтавської області задля доцільнішого використання людських і природних ресурсів.
Від 17 липня 2020 року Полтавська область складається з 4 районів та 60 територіальних громад у тому числі:
- міських – 16
- селищних – 20
- сільських – 24 На 1.01.2022р населених пунктів – 1841, у тому числі:[2]
  - міст обласного значення – 6
  - міст районного значення – 10
  - селищ міського типу – 20
  - селищ – 14
  - сіл – 1791  Найбільші міста за чисельністю наявного населення (тис.осіб):[2]
    - Полтава – 283 659
    - Кременчук – 217 952
    - Горішні Плавні – 52 855
    - Лубни – 44 652
    - Миргород – 38 480
    - Гадяч – 23 201

Усі райцентри області принаймні селища міського типу.Полтавська область займає друге місце в Україні за кількістю сільських населених пунктів — 1826, на першому Львівська з 1850.
Середня густота населення — 56,29 осіб/км².
За попередніми підсумками Всеукраїнського перепису населення 2001 р. всього по Полтавській області нараховувалося 1 630,1 тис. мешканців, зокрема міського населення — 956,7 тис. чол. (58,7 %), сільського — 673,4 тис. чол. (41,3 %), чоловіків — 747,4 тис. осіб (45,9 %), жінок — 882,6 тис. (54,1 %). Жінок на 1000 чоловіків припадало 1181. У п'яти містах області населення становило: у м. Полтава всього 318 тис., із них чоловіків — 147,4 тис., жінок — 170,6 тис. У м. Кременчук населення 234 тис., у тому числі чоловіків — 108,1 тис., жінок — 125,9 тис. У м. Горішні Плавні із населеними пунктами, підпорядкованими міськраді, — 54,3 тис. чол., у тому числі міського 51,7 тис., сільського — 2,6 тис., чоловіків — 25,4 тис., жінок — 28,9 тис.; у м. Лубни 52,6 тис. населення, із них чоловіків — 23,9 тис., жінок — 28,7 тис.; у м. Миргород — 42,9 тис. жителів, із них чоловіків — 19,9 тис., жінок — 23 тис. осіб.

## Адміністративні райони

### Райони
| № | Назва         | Адміністративний центр | Адміністративний устрій |
| - | ------------- | ---------------------- | ----------------------- |
| 1 | Кременчуцький | місто Кременчук        | Адміністративний устрій |
| 2 | Лубенський    | місто Лубни            | Адміністративний устрій |
| 3 | Миргородський | місто Миргород         | Адміністративний устрій |
| 4 | Полтавський   | місто Полтава          | Адміністративний устрій |

### Міста обласного значення (до реформи 2020 р.)
| № | Місто обласного значення | Населення, жит. | Площа, км² | Густота, чол./км² | Адміністративний центр | Міста | СМТ | Села, селища | Селищних рад | Сільських рад (старостинських округів) | Склад                                                        |
| - | ------------------------ | --------------- | ---------- | ----------------- | ---------------------- | ----- | --- | ------------ | ------------ | -------------------------------------- | ------------------------------------------------------------ |
| 1 | Гадяч                    | 24954           | 72         | 347               | —                      | 1     |     | 10           |              | 1                                      | Гадяцька міська рада * Біленченківський старостинський округ |
| 2 | Горішні Плавні           | 54313           | 174        | 312               | —                      | 1     |     | 6            |              |                                        | * Міська рада Горішніх Плавнів * Дмитрівська сільська рада   |
| 3 | Кременчук                | 234073          | 96         | 2438              | —                      | 1     | —   | —            | —            | —                                      | Кременчуцька міська рада                                     |
| 4 | Лубни                    | 52572           | 30         | 1752              | —                      | 1     |     |              |              |                                        | Лубенська міська рада                                        |
| 5 | Миргород                 | 42886           | 29         | 1479              | —                      | 1     |     |              |              |                                        | Миргородська міська рада                                     |
| 6 | Полтава                  | 317998          | 104        | 3058              | —                      | 1     |     |              |              |                                        | Полтавська міська рада                                       |

## Міські райони Полтавської області
| Кременчук |                |       |         |         |                            |
| 1         | Автозаводський | 49,11 | 158 455 | 3204,94 | Автозаводська районна рада |
| 2         | Крюківський    | 46,75 | 75 618  | 1616,5  | Крюківська районна рада    |
| Полтава   |                |       |         |         |                            |
| 1         | Шевченківський | 21,6  | 147 825 |         | Жовтнева районна рада      |
| 2         | Київський      | 54,37 | 113 603 |         | Київська районна рада      |
| 3         | Подільський    | 2,99  | 56 570  |         | Ленінська районна рада     |

## Історія
Див. також Історія Полтавської області

### Створення

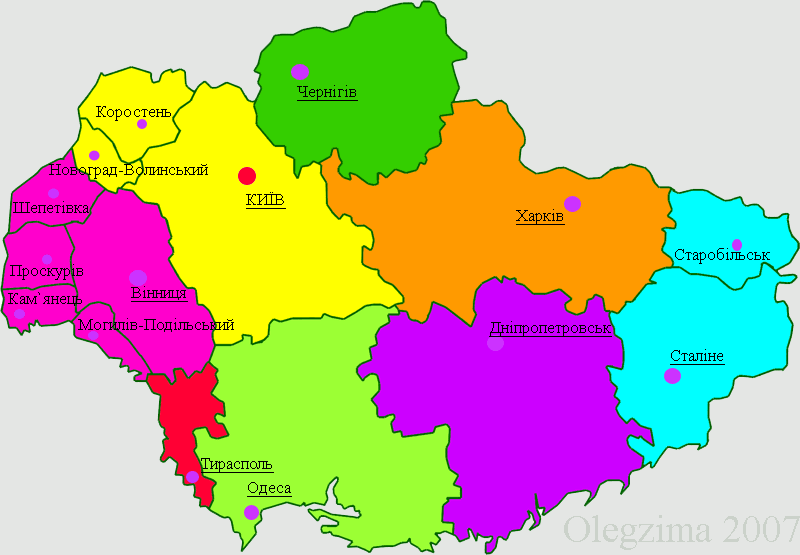
Області та округи УРСР перед створенням Полтавської області

З 1937 р. проводиться розукрупнення областей на території УРСР. Із 6 областей, утворених у 1932 році (Вінницька, Дніпропетровська, Київська, Одеська, Харківська, Чернігівська), виділяються нові, зокрема Полтавська область
22 вересня 1937 року — згідно з постановою Центрального Виконавчого Комітету СРСР утворена Полтавська область.
Організована вона була в складі 45 районів та двох міст: Полтави і Кременчука з підлеглими їм по 29 прилеглих сільрад. До складу Полтавської області відійшли міста і райони Харківської та Київської областей.
Від Харківської до Полтавської області відійшли міста Полтава і Кременчук з підлеглими їм сільрадами та райони:
1. Великобагачанський
2. Великокринківський
3. Гадяцький
4. Глобинський
5. Градизький
6. Гребінківський
7. Диканський
8. Драбівський
9. Згурівський
10. Зіньківський
11. Карлівський
12. Кишеньківський
13. Кобеляцький
14. Ковалівський
15. Козельщанський (Козельщинський)
16. Комишнянський
17. Лазірківський
18. Лохвицький
19. Липово-Долинський (Липоводолинський)
20. Лубенський
21. Машівський
22. Миргородський
23. Нехворощанський
24. Новогеоргіївський
25. Новосанджарський (Новосанжарський)
26. Оболонський
27. Онуфріївський
28. Опішнянський
29. Оржицький
30. Петрівсько-Роменський
31. Пирятинський
32. Покровсько-Багачанський
33. Решетилівський
34. Семенівський
35. Сенчанський
36. Синівський
37. Хорольський
38. Чорнухинський
39. Чутівський
40. Шишацький
41. Яготинський

Від Київської області до складу Полтавської увійшли райони:
- Гельмязівський
- Золотоніський
- Іркліївський
- Чорнобаївський

Усього на час утворення Полтавської області до неї входило 45 сільських районів, 11 міськрад, 6 селищних рад, 1 робітничоселищна рада та 971 сільрада.
- Указом Президії Верховної Ради СРСР від 10 січня 1939 р. були утворені Кіровоградська та Сумська області. До Кіровоградської обл. від Полтавської відійшли райони: Новогеоргіївський та Онуфріївський, а до Сумської — Липоводолинський і Синівський[11].
- У 1939 р. із Кременчуцької міської ради виділився Кременчуцький район (Указ Президії Верховної Ради СРСР від 17 травня 1939 р.), у липні того року утворився Полтавський район (виділився з Полтавської міськради)[12]. Указом Президії Верховної Ради СРСР від 23 серпня 1939 р. із частин Опішнянського і Чутівського районів створено Котелевський район.
- 19 вересня 1940 р. Полтава поділена на 3 міські райони: Київський, Ленінський і Жовтневий (в 2016 році Жовтневий район перейменовано на Шевченківський, а Ленінський — на Подільський), а в Кременчуці того ж року виділився один район — Крюківський. Завдяки цим змінам область поділялася на 44 сільські та 4 міські райони[13][14][15].

Станом на 15 жовтня 1939 р. до складу області входили такі 44 сільські райони:
1. Великобагачанський
2. Великокринківський
3. Гадяцький
4. Гельмязівський
5. Глобинський
6. Градизький
7. Гребінківський
8. Диканський
9. Драбівський
10. Золотоніський
11. Згурівський
12. Зіньківський
13. Іркліївський
14. Карлівський
15. Кишеньківський
16. Кобеляцький
17. Ковалівський
18. Козельщинський (тоді Козельщанський)
19. Комишнянський
20. Лазірківський
21. Лохвицький
22. Лубенський
23. Машівський
24. Миргородський
25. Нехворощанський
26. Новосанжарський)
27. Оболонський
28. Опішнянський
29. Оржицький
30. Петрівсько-Роменський
31. Пирятинський
32. Покровсько-Багачанський
33. Полтавський
34. Решетилівський
35. Семенівський, Сенчанський
36. Хорольський
37. Чорнобаївський
38. Чорнухинський
39. Чутівський
40. Шишацький
41. Яготинський

У такому складі Полтавська область існувала до Радянсько-німецької війни.

### Адміністративний поділ під час окупації

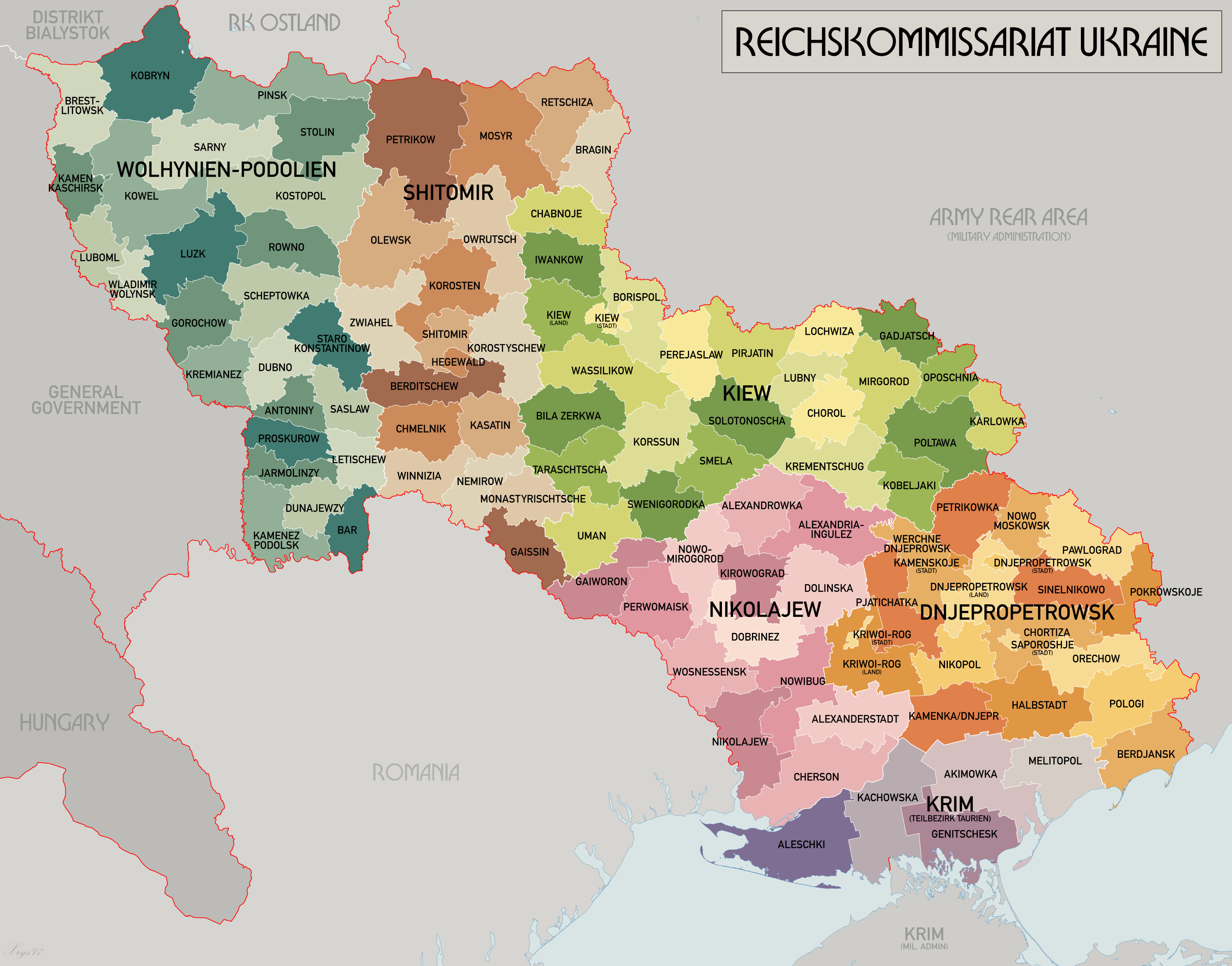
Полтавщина у складі Райхскомісаріату Україна

Під час окупації території (вересень-жовтень 1941 р. — вересень-листопад 1943 р.) гітлерівці значну частину України включили до складу райхскомісаріату «Україна» з центром у м. Рівне. Райхскомісаріат поділявся на генеральні округи, а вони, своєю чергою, на округи (ґебіти), які об'єднували кілька районів. Територія Київської та Полтавської областей входила до складу генеральної округи Київ, яка складалася з 26 округ (ґебітів). Полтавщина була поділена на 12 ґебітів, до кожного з яких входило по 3-4 райони. Зокрема, Полтавський ґебіт включав 4 райони. Тільки Пирятинський ґебіт складався з 6 районів.
Список ґебітів Полтавщини та райони, що вони охоплювали:
- Гадяцький: Роменський, Зіньківський і Петрівсько-Роменський
- Золотоніський — Гельмязівський, Золотоніський, Іркліївський, Чорнобаївський
- Карлівський — Карлівський, Машівський, Чутівський
- Кобеляцький — Кишеньківський, Кобеляцький, Козельщинський
- Кременчуцький — Великокринківський, Градизький, Глобинський, Кременчуцький
- Лохвицький — Лохвицький, Сенчанський, Чорнухинський
- Лубенський — Лазірківський, Лубенський, Оржицький
- Миргородський — Великобагачанський, Комишнянський, Миргородський, Шишацький
- Опішнянський — Диканський, Котелевський, Опішнянський
- Пирятинський — Гребінківський, Драбівський, Згурівський, Ковалівський, Пирятинський, Яготинський
- Полтавський — Новосанжарський, Нехворощанський, Полтавський, Решетилівський
- Хорольський — Оболонський, Покровсько-Багачанський, Семенівський і Хорольський

### Повоєнні роки
- Після визволення території Полтавщини від окупантів вона і далі залишалася в складі довоєнних 44 сільських районів[19].
- 3 липня 1947 р. Президія Верховної Ради УРСР перейменувала Ковалівський район на Шрамківський[20][21]
- 1 березня 1952 року Шишацький район — на Гоголівський[20][21]
- 6 січня 1954 року до складу Київської області віднесено два райони Полтавської області — Згурівський та Яготинський[20][21]
- Відповідно до Указу Президії Верховної Ради СРСР від 7 січня 1954 року була утворена Черкаська область із частин Київської, Полтавської та Кіровоградської областей. До її складу увійшло 6 районів Полтавської області[22]:
  - Гельмязівський
  - Драбівський
  - Золотоніський
  - Іркліївський
  - Чорнобаївський
  - Шрамківський
- 4 січня 1957 р. указом Президії Верховної Ради УРСР ліквідовано Петрівсько-Роменський і Покровсько-Багачанський райони, територія яких розподілена між Гадяцьким, Лохвицьким, Лубенським і Хорольським районами.[23]
- 28 червня 1959 року ліквідовано міський район м. Кременчука — Крюківський[24].

### Райони у1959
У 1959 році територія Полтавської області становила 28,9 тис. км, тобто 4,8 % території України. До складу області тоді входили 34 сільські адміністративно-територіальні райони:
| - Великобагачанський - Великокринківський - Гадяцький - Глобинський - Гоголівський - Градизький - Гребінківський - Диканський - Зіньківський - Карлівський - Кишеньківський - Кобеляцький | - Козельщинський - Комишнянський - Котелевський - Кременчуцький - Лазірківський - Лохвицький - Лубенський - Машівський - Миргородський - Нехворощанський - Новосанжарський | - Оболонський - Опішнянський - Оржицький - Пирятинський - Полтавський - Решетилівській - Семенівський - Сенчанський - Хорольський - Чорнухинський - Чутівський |

Починаючи з 1950-го року, виконавчий комітет Полтавської обласної ради депутатів трудящих виносив постанови про об'єднання — укрупнення сільрад: із 2-3 утворювали одну. З'являються й нові населені пункти.
25 грудня 1961 року рішенням виконкому Полтавської обласної ради депутатів трудящих населений пункт будівництва гірничо-збагачувального комбінату Кременчуцького району віднесено до категорії селищ міського типу з присвоєнням йому назви Комсомольське (зараз м. Горішні Плавні).
- 15 січня 1962 року його передано у підпорядкування Кременчуцькій міській раді депутатів трудящих[26].
- 8 червня 1962 — селища Жовтневе, Нікітовка та Шевченківка Карлівської міськради, які фактично злилися з містом Карлівкою, включено в смугу останнього[27].

### Міста та смт у1962
На кінець 1962 року в області було
2 міста обласного підпорядкування:
- Полтава
- Кременчук

10 міст районного підпорядкування:
| - Гадяч - Гребінка - Зіньків - Карлівка - Кобеляки | - Лохвиця - Лубни - Миргород - Пирятин - Хорол |

19 селищ міського типу:
| - Скороходове - Білики - Велика Багачка - Велика Кохнівка — тепер частина Кременчука - Власівка (Градизький район) — тепер Світловодський район - Глобине - Гоголеве - Градизьк - Диканька - Козельщина | - Комишня - Комсомольське (Кременчуцький район) — тепер м. Горішні Плавні - Нові Санжари - Опішня - Решетилівка - Ромодан - Семенівка - Червонозаводське - Чутове |

### Міста обласного значення та райони у1962
30 грудня 1962 р. — указом Президії Верховної Ради УРСР в області проведено чимало змін адміністративно-територіального поділу. До категорії міст обласного підпорядкування було віднесено:
- Полтава
- Кременчук (із селищами міського типу Білики, Власівка, Комсомольске — нині м. Горішні Плавні)
- Гребінка
- Карлівка
- Лубни
- Миргород

30 грудня 1962 р. укрупнено сільські райони. Їх стало 14:
| - Гадяцький - Глобинський - Диканський - Зіньківський - Карлівський - Кобеляцький - Кременчуцький | - Лохвицький - Лубенський - Миргородський - Пирятинський - Полтавський - Решетилівський - Хорольський |

Таким чином скасовувались 20 районів: Великобагачанський, Великокринківський, Гоголівський, Градизький, Гребінківський, Кишеньківський, Козельщинський, Комишнянський, Котелевський, Лазірківський, Машівський, Нехворощанський, Новосанжарський, Оболонський, Опішнянський, Оржицький, Семенівський, Сенчанський, Чорнухинський та Чутівський.
Але таке надмірне укрупнення районів не виправдало себе, як і штучне «притягнення» до Кременчука віддалених селищ.
- 10 січня 1963 року смт Білики Кременчуцької міськради передано до складу Кобеляцького району
- 1 квітня 1963 року смт Власівку передано до Кіровоградської області.

### Міста обласного значення та райони у1965
4 січня 1965 р. в області затверджено 19 районів, відновлено такі райони:
- Котелевський,
- Новосанжарський,
- Оржицький,
- Семенівський,
- Чутівський.

Містами обласного підпорядкування залишено було Полтаву і Кременчук із Комсомольськом.

### Адміністративні райони у1966
8 грудня 1966 р. у Полтавській області відновлено ще 6 районів:
- Великобагачанський
- Гребінківський
- Козельщинський
- Машівський
- Чорнухинський
- Шишацький

У 60-ті роки XX ст. відбувалася низка змін щодо передачі сільрад з одних районів до інших, укрупнення сільрад, утворення нових тощо.
- 27 січня 1964 р., враховуючи клопотання жителів сіл Вереміївки, Жовниного, Кліщинців, Тимченків Глобинського району Полтавської області, їх територію включено до складу Золотоніського району (з січня 1965 р. до Чорнобаївського району) Черкаської області.
- 29 грудня 1965 р. Великокохнівську селищну раду передано у підпорядкування Кременчуцькому міськвиконкому.
- При спорудженні Кременчуцької ГЕС, у зв'язку із затопленням чаші Кременчуцького штучного моря, основна маса жителів с. Ялинці Градизького району наприкінці 50-х — на початку 60-х р. XX ст. була переселена на територію Кременчуцького району, де збудували нове село під старою назвою. 28 жовтня 1966 р. рішенням облвиконкому центр Пухальщинської сільради Кременчуцького району перенесено в с. Ялинці, а сільраду перейменовано в Ялинцівську.
- 7 грудня 1965 Максимівську сільраду Глобинського району передано до складу Кременчуцького району. Відбуваються й подальші подібні зміни в адміністративному поділі в межах сільрад, перейменування низки населених пунктів у зв'язку з укрупненням районів. Але масове несерйозне перейменування, без врахування історії, призвело до ліквідації сотень давніх топонімів, які складалися історично й існували протягом віків[38].

### Адміністративно-територіальний поділ у1968
На 1 січня 1968 р. область поділялася на 25 районів. У її межах було
- 12 міст (2 обласного підпорядкування та 10 районного)
- 18 селищ міського типу
- 3 робітничі селища
- 2 224 сільські населених пункти, підпорядковані 18 селищним і 378 сільським радам депутатів трудящих

І в наступні десятиліття територія Полтавської області залишається незмінною — 28,8 тис. км, як і кількість сільських районів — 25. Кілька міст, що відігравали важливу роль у житті краю, межі яких розширювалися, а кількість населення зросла, було віднесено до категорії міст обласного підпорядкування: м. Лубни Указом Президії Верховної Ради від 20 березня 1972 р., м. Миргород — Указом від 6 грудня 1976 р.; смт Горішні Плавні Указом від 24 квітня 1972 року віднесено до категорії міст районного підпорядкування, а Указом від 6 квітня 1977 року — до категорії міст обласного підпорядкування.

## Адміністративно-територіальний поділ у1978
На 1 січня 1978 року на території області було 5 міст обласного підпорядкування:
- Полтава
- Кременчук
- Лубни
- Миргород
- Горішні Плавні
- 3 березня 1975 р. утворено Автозаводський і Крюківський райони у м. Кременчук[41].
- 16 грудня 1976 р. до категорії міст віднесено селище міського типу Глобине[41].

28 березня 1977 р. до категорії міст віднесено селище міського типу Червонозаводське Лохвицького району.
Міст районого підпорядкування - 10:
- Гадяч
- Глобине
- Гребінка
- Зіньків
- Карлівка
- Кобеляки
- Лохвиця
- Пирятин
- Хорол
- Червонозаводське. Селищ міського типу - 20 [40]: Артемівка, Білкики, Велика Багачка, Гоголеве, Градизьк, Диканька, Козельшина, Комишня, Котельва, Машівка, Нова Галещина, Нові Санжари, Опішня, Оржиця, Решетилівка, Ромодан, Семенівка, Чорнухи, Чутове, Шишкаки.

Наприкінці 60-х — на початку 70-х років XX ст. вже всі села — районні центри — були віднесені до категорії селищ міського типу. Протягом наступних десятиліть XX ст. і на початку XXI ст. кількість сільських районів області залишається незмінною, але триває процес розукрупнення сільрад. Так, якщо на 1978 рік їх було в області 374, то на 1987 рік — 380, а на 2002 рік вже стало 467. Відбуваються зміни в межах сільрад, перейменування деяких населених пунктів, виключення з облікових даних, об'єднання.

### Зменшення кількості населених пунктів та їх причини
У 30-х роках XX ст. почалося масове переселення трудівників-хліборобів із колись заможних хуторів із їхніми впорядкованими садибами, зеленими садками. З 1946-го по 1960 рр. зникло з карти Полтавської області ще 637 хуторів, мешканців яких переселили до ближніх сіл. З 1960-го по 1965 рр. зникають 526 «неперспективних сіл». У наступні — 1965–1978 рр. знімають з обліку у зв'язку із зникненням 281 село, а протягом 1978–2002 рр. зникає ще 151 село. Хоча за цей період виникло 12 нових поселень, зокрема 10 сіл та 2 селища.
Станом на 1 січня 1995 року в області нараховувалося всього 1 897 населених пунктів, із них сільських — 1 861, 66 поселень на 1000 км². Порівняно з довоєнним і післявоєнним періодами кількість сільських поселень зменшилася за рахунок ліквідації хуторів, приєднання приміських сіл до міст, а також втрати людності багатьма селами. Оголошення багатьох сіл «неперспективними», закриття там шкіл, медпунктів, клубів, дитячих садків, магазинів завдало значної, а часом і нищівної шкоди багатьом сільським поселенням.